# 붉은 노을
〈붉은 노을〉은 대한민국의 가수 이문세가 1988년에 발표한 경쾌한 팝 발라드 장르의 노래로 그의 다섯 번째 정규 앨범 《이문세 5》에 수록된 곡이다. 이영훈이 작곡, 작사를 하였다. 2004년, 2007년과 2008년에 각각 음악 그룹 신화, M.C. The Max와 빅뱅에 의해 리메이크 되었다. 이외에도 윤도현밴드, 마야, 윤하, 유리상자, 버블시스터즈, MC 스나이퍼 등 많은 후배 가수들이 리메이크한 곡이기도 하다.

## 2004년 신화의 노래
대한민국의 음악 그룹 신화는 2004년 12월 17일, 1980~90년대 히트곡 리메이크 앨범 《Winter Story 2004~05》를 발표하였고, 김동완, 전진, 앤디는 이문세의 "붉은 노을"을 리메이크해 수록하였다.

## 2008년 빅뱅의 노래
대한민국의 음악 그룹 빅뱅은 2008년 10월 중순, 다음 달 11월 5일에 발표한 두 번째 정규 앨범 《Remember》에 이문세의 "붉은 노을"을 리메이크한 곡을 타이틀곡으로 선정했다고 발표했다. YG 엔터테인먼트 측은 “이문세의 "붉은 노을"은 이미 여러 차례 다른 가수들에 의해 리메이크 됐지만 빅뱅은 기존의 곡들과는 전혀 다른 방식으로 곡을 해석해서 발표할 예정이다.”라고 밝히며, 앨범 발매에 앞서 10월 30일 오전 11시 YG 엔터테인먼트 공식 홈페이지를 비롯해 온라인 음원 사이트를 통해 티저 영상을 전격 공개하였다. 빅뱅의 "붉은 노을"은 기존의 가수들이 원곡의 후렴구만을 샘플링해 리메이크했던 것과는 다르게 빅뱅만의 스타일을 잘 살려 전혀 다른 곡으로 재탄생 시켰다는 호평을 받았다. 또한 원곡자의 이문세는 “지금까지 후배들이 리메이크 또는 재해석한 '붉은 노을' 중에서도 빅뱅의 '붉은 노을'이 가장 마음에 든다”며 “세련된 편곡과 멜로디로 새롭게 만들어졌다”고 극찬하기도 했다. 2008년 12월 30일, 서울 여의도 KBS신관공개홀에서 열린 《KBS 가요대축제》의 엔딩 무대에서 빅뱅은 "붉은 노을"의 원곡 가수 이문세와 특별 무대를 선보여 화제를 모았다.
2011년 2월, 교육과학기술부에 따르면 2011학년도 새학기를 앞두고 전국 고등학교에 배포된 새 음악교과서 3종(도서출판 태성)에 이문세의 "붉은 노을"과 빅뱅의 "붉은 노을"의 악보가 실렸다.